# 伍德布里冰川
64°47′S 62°20′W / 64.783°S 62.333°W
伍德布里冰川是南極洲的冰川，位於葛拉漢地西岸，處於蒙戈爾菲耶冰川以西，最終注入威爾米納灣，以英國的影印技術先驅命名。